# Erwin Koppen
Erwin Koppen (* 2. Dezember 1929 in Berlin; † 11. Juni 1990 in Bonn) war ein deutscher vergleichender Literaturwissenschaftler, Romanist und Germanist.

## Leben und Werk
Er war der Sohn des Schriftleiters Wilhelm Koppen und studierte ab 1949 Germanistik und Romanistik in Mainz. Er promovierte 1956 bei Edmund Schramm über Laclos’ „Liaisons dangereuses“ in der Kritik (1782-1850). Beitrag zur Geschichte eines literarischen Missverständnisses (Wiesbaden 1961). Von 1959 bis 1962 war er Lektor in Mailand. 1962 wurde er Assistent von Horst Rüdiger in Bonn. Dort  habilitierte er sich 1970 mit Dekadenter Wagnerismus. Studien zur europäischen Literatur des Fin de Siècle (Berlin 1973). Nach Rüdigers Emeritierung 1973 wurde Koppen sein Nachfolger auf dem Lehrstuhl für vergleichende Literaturwissenschaft. Nach dem Tod von Rüdiger übernahm er 1985 auch die Herausgeberschaft der Zeitschrift Arcadia.
Von 1988 bis zu seinem Tode gab er die Bonner Untersuchungen zur Vergleichenden Literaturwissenschaft (BUVL) im cmz-Verlag Rheinbach heraus.

## Weitere Werke und Herausgeberschaften
- Literatur und Photographie. Über Geschichte und Thematik einer Medienentdeckung, Stuttgart 1987
- Thomas Mann y Don Quijote: ensayos de literatura comparada, Barcelona 1990
- (Herausgeber zusammen mit Horst Rüdiger) Kleines literarisches Lexikon, 4. Auflage, 4 Bde., Bern 1966, 1969, 1972, 1973
- (Herausgeber) Gerd J. Forsch, Casanova und seine Leser. Die Rezeption von Casanovas Histoire de ma vie in Deutschland, Frankreich und Italien, Rheinbach-Merzbach 1988 (BUVL 1)
- (Herausgeber) Bettina Klingler, Emma Bovary und ihre Schwestern. Die unverstandene Frau: Varationen eines literarischen Typus von Balzac bis Thomas Mann, Rheinbach-Merzbach 1986 (BUVL 2)
- (Herausgeber) Gertrud Lehnert-Rodiek, Zeitreisen. Untersuchungen zu einem Motiv der erzählenden Literatur des 19. und 20. Jahrhunderts, Rheinbach-Merzbach 1987 (BUVL 3)
- (Herausgeber) Hans J. Jacobs, Don Juan - heute. Die Don Juan-Figur im Drama des 20. Jahrhunderts, Rheinbach-Merzbach 1989 (BUVL 4)
- (Herausgeber) Thomas Senft, Spanien am Herzen. Funktionen und Spiegelungen des Hispanischen im Werk von Fritz Rudolf Fries, Rheinbach-Merzbach 1988 (BUVL 5)
- (Herausgeber) Christiane Gabriel, Heimat der Seele. Osten, Orient und Asien bei Thomas Mann, Rheinbach-Merzbach 1990 (BUVL 6)
- (Herausgeber) Salli J. Kline, The Degeneration of Women. Bram Stoker's Dracula as Allegorical Criticism of the Fin de Siècle, Rheinbach-Merzbach 1992 (BUVL 7)
- (Herausgeber) Hans Adolf Stiehl, Länderbilder. Imagologische Fallstudie zu Montaigne, Rheinbach-Merzbach 1990 (BUVL 8)